# 1885 v hudbě
Tento článek obsahuje události související s hudbou, které proběhly v roce 1885.

## Opery
- Popelka (Josef Richard Rozkošný)
- Utonulá (Mykola Vitalijovyč Lysenko)
- Cikánský baron (Johann Strauss mladší)

## Narození
- 20. ledna – Vincenc Šťastný, český hudební skladatel a klavírista († 26. ledna 1971)
- 27. ledna
  - Eduard Künneke, německý hudební skladatel († 27. října 1953)
  - Jerome Kern, americký hudební skladatel († 11. listopadu 1945)
- 31. ledna – Einar Erici, švédský lékař a varhaník († 10. listopadu 1965)
- 9. února – Alban Berg, rakouský hudební skladatel a klavírista († 24. prosince 1935)
- 16. února – Will Fyffe, skotský zpěvák († 14. prosince 1947)
- 5. května – Agustín Barrios, paraguayský kytarista a hudební skladatel († 7. srpna 1944)
- 14. května – Otto Klemperer, německý dirigent a hudební skladatel († 6. července 1973)
- 24. května – Pavel Blaschke, německý hudební skladatel († 10. března 1969)
- 12. července – George Butterworth, anglický hudební skladatel († 5. srpna 1916)
- 17. července – Benjamin Dale, anglický hudební skladatel († 30. července 1943)
- 27. srpna – Jan Křtitel Voves, český varhaník a hudební skladatel († 10. října 1945)
- 19. prosince – Joe King Oliver, americký kornetista († 10. dubna 1938)
- 21. prosince – Karel Konvalinka, český hudební skladatel a dirigent († 28. října 1970)
- 27. prosince – Pavel Dědeček, český dirigent a hudební skladatel († 23. listopadu 1954)

## Úmrtí
- 15. února – Leopold Damrosch, německý dirigent a hudební skladatel (* 22. října 1832)
- 31. března – Franz Abt, německý hudební skladatel a sbormistr (* 22. prosince 1819)
- 16. dubna – Josef Müller, český varhaník a hudební skladatel (* 17. února 1817)
- 1. května – Henry Brinley Richards, velšský hudební skladatel (* 13. listopadu 1817)
- 8. května – Pavel Křížkovský, český hudební skladatel (* 9. ledna 1820)
- 11. května – Ferdinand Hiller, německý hudební skladatel a dirigent (* 24. října 1811)
- 26. srpna – August Gottfried Ritter, německý hudební skladatel a varhaník (* 25. srpna 1811)
- 15. září – Juliusz Zarębski, polský hudební skladatel a klavírista (* 3. března 1854)
- 20. října – Adolf Průcha, český varhaník a hudební skladatel (* 16. června 1837)